# New Heart
New Heart (en hangul, 뉴하트) es una serie de televisión surcoreana de drama médico emitida entre 2007-2008 y protagonizada por Ji Sung, Kim Min Jung, Cho Jae Hyun y Lee Ji Hoon.
Fue transmitida por MBC desde el 12 de diciembre de 2007 hasta el 28 de febrero de 2008, finalizando con una longitud de 23 episodios al aire las noches de cada miércoles y jueves a las 21:55 (KST). La serie se basa en los cirujanos cardíacos que trabajan en el ficticio servicio de cirugía torácica del hospital universitario Kwanghee.

## Argumento
Lee Eun Sung (Ji Sung) se graduó recientemente de una nueva escuela de medicina de provincia. Él decide postular para una residencia en el programa del hospital y tiene grandes esperanzas de convertirse en un gran médico, a pesar de su bajo rendimiento académico. Nam Hye Suk (Kim Min Jung) se graduó como la mejor de su escuela de medicina y como la primera persona en lograr una puntuación perfecta.
Eun Sung y Hye Suk son opuestos. Eun Sung es impulsivo y compasivo, pero carece de práctica médica. Hye Suk es cautelosa y fría, pero tiene una mente brillante. Ambos deben demostrar su capacidad al nuevo jefe del Departamento de cirugía torácica y cardiovascular, Choi Kang Guk (Cho Jae Hyun). Él cree solamente que hay un tipo muy específico de persona para ser capaz de ser un cirujano cardiotorácico. A pesar de que es un genio médico, él es terco y se niega a mantener el orden al cumplir con las políticas del hospital. Eun Sung y Hye Suk son los únicos candidatos para los puestos de residencia cardiotorácica en el Hospital Universitario Kwanghee. Dr. Choi se ve obligado a aceptarlos, mientras que intentar restaurar la reputación del departamento cardiotorácica del hospital.
El famoso actor Lee Dong Gwon (Lee Ji Hoon) es admitido en el hospital por una arritmia cardíaca. De inmediato se enamora de Hye Suk, quien fue su compañero de clase de la escuela primaria. Un triángulo amoroso se desarrolla cuando Dong Gwon se pone celoso cuan observa la relación entre el desarrollo de Eun Sung y Hye Suk.

## Reparto

### Principal
- Ji Sung como Lee Eun Sung.
- Kim Min Jung como Nam Hye Suk.
- Cho Jae Hyun como Choi Kang Guk.
- Lee Ji Hoon como Lee Dong Gwon.

### Secundario
- Sung Dong Il como Lee Seung Jae.
- Jung Dong Hwan como Park Jae Hyun.
- Lee Ki Young como Kim Jung Gil.
- Jung Ho Keun como Min Young Kyu.
- Kang Ji Hoo como Woo In Tae.
- Jang Hyun-sung como Kim Tae-joon.
- Shin Dong-mi como Jo Min-ah.
- Lee Chang Joo como Lee In Ho.
- Son Yeo Eun como Choi Hyun Jung.
- Shin Da Eun como Kim Mi Mi.
- Park Chul Min como Bae Dae Ro.
- Park Kwang Jung como Kim Young Hee.
- Kim Jun Ho como Seol Rae Hyun.
- Jung Kyung Soon como Jo Bok Gil.
- Lee Eung Kyung como Kim Hye Sook.
- Jang Se Yoon como Enfermera.
- Kwon Yong Woon como Gangster.
- Jin Seo-yeon como Han Soo-jin.[4]
- Kim Yoo Jung como Yoon Ah (cameo).
- Eun Ji Won (cameo).
- Jung Chan (cameo, ep 12)
- Choi Jin-ho como Asistente del Primer Ministro Británico.
- Ryu Ui-hyun.

## Recepción

### Audiencia
En Azul la audiencia más baja y en rojo la más alta, correspondientes a las empresas medidoras TNms y AGB Nielsen.
| Ep. #    | Fecha original de emisión | Share        | Share        | Share       | Share       |
| Ep. #    | Fecha original de emisión | TNmS Ratings | TNmS Ratings | AGB Nielsen | AGB Nielsen |
| Ep. #    | Fecha original de emisión | Nacional     | Seúl         | Nacional    | Seúl        |
| -------- | ------------------------- | ------------ | ------------ | ----------- | ----------- |
| 1        | 12 de diciembre de 2007   | 17.1 %       | 17.6 %       | 16.3 %      | 18.2 %      |
| 2        | 13 de diciembre de 2007   | 19.2 %       | 19.9 %       | 18.0 %      | 20.4 %      |
| 3        | 20 de diciembre de 2007   | 20.7 %       | 21.7 %       | 19.2 %      | 21.6 %      |
| 4        | 26 de diciembre de 2007   | 21.0 %       | 22.0 %       | 20.9 %      | 23.5 %      |
| 5        | 27 de diciembre de 2007   | 22.3 %       | 23.8 %       | 21.3 %      | 24.0 %      |
| 6        | 2 de enero de 2008        | 22.5 %       | 23.7 %       | 22.6 %      | 24.5 %      |
| 7        | 3 de enero de 2008        | 25.6 %       | 26.8 %       | 25.3 %      | 27.9 %      |
| 8        | 9 de enero de 2008        | 23.1 %       | 24.0 %       | 23.1 %      | 25.1 %      |
| 9        | 10 de enero de 2008       | 24.3 %       | 25.4 %       | 24.5 %      | 26.3 %      |
| 10       | 16 de enero de 2008       | 24.3 %       | 25.5 %       | 25.9 %      | 27.9 %      |
| 11       | 17 de enero de 2008       | 25.2 %       | 25.7 %       | 25.9 %      | 27.8 %      |
| 12       | 23 de enero de 2008       | 28.5 %       | 29.6 %       | 26.2 %      | 28.1 %      |
| 13       | 24 de enero de 2008       | 28.8 %       | 30.1 %       | 26.9 %      | 28.7 %      |
| 14       | 30 de enero de 2008       | 28.2 %       | 29.0 %       | 26.3 %      | 27.9 %      |
| 15       | 31 de enero de 2008       | 30.0 %       | 30.3 %       | 28.9 %      | 31.0 %      |
| 16       | 7 de febrero de 2008      | 19.2 %       | 19.6 %       | 19.3 %      | 21.5 %      |
| 17       | 7 de febrero de 2008      | 21.2 %       | 21.6 %       | 21.3 %      | 23.5 %      |
| 18       | 13 de febrero de 2008     | 27.8 %       | 28.5 %       | 27.7 %      | 29.4 %      |
| 19       | 14 de febrero de 2008     | 30.0 %       | 30.5 %       | 29.0 %      | 29.9 %      |
| 20       | 20 de febrero de 2008     | 24.4 %       | 24.4 %       | 25.6 %      | 26.0 %      |
| 21       | 21 de febrero de 2008     | 30.0 %       | 30.8 %       | 29.3 %      | 30.6 %      |
| 22       | 27 de febrero de 2008     | 32.0 %       | 32.9 %       | 30.3 %      | 31.6 %      |
| 23       | 28 de febrero de 2008     | 33.6 %       | 34.3 %       | 32.0 %      | 33.4 %      |
| Promedio | Promedio                  | 25.2 %       | 26.0 %       | 24.6 %      | 26.5 %      |

## Emisión internacional
- China: Star TV.
- Hong Kong: TVB Japanese, HD Jade.
- Japón: TV Tokyo, TVK, TVh, Fuji TV Y BS Fuji.
- Taiwán: Videoland.